# Ролленхаген, Габриэль
Габриэль Ролленхаген (нем. Gabriel Rollenhagen; 22 марта 1583, Магдебург — около 1619, Магдебург) — немецкий писатель, драматург. Сын Георга Ролленхагена. 
С 1602 года жил в Лейпциге, изучал право. Затем недолгое время провёл в Лейденском университете и вернулся в 1606 году в родной город, где и стал викарием в Магдебурге. Большой известностью пользовалась его комедия «Amantes amentes, das ist ein sehr anmutiges Spiel von der blinden Liebe oder von der Löffelei» (1609), изданная под псевдонимом Angelius Lohober è Liga; она разыгрывалась и английскими актёрами. Другие сочинения Ролленхагена: «Vier Bücher Indianischer Reisen durch die Luft, Wasser, Land, Hölle, Paradies und den Himmel» (1603 и чаще); латинские стихотворения «Juvenilia» (там же, 1606).